# Фиттипальди, Энцо
Энцо Фиттипа́льди (род. 18 июля 2001 года, в Майами, Флорида, США) — бразильский автогонщик.
Является двоюродным племянником гонщика Кристиана Фиттипальди, братом гонщика Пьетро Фиттипальди и внуком двукратного чемпиона мира Формулы-1 Эмерсона Фиттипальди.Перед сезоном 2022 Энцо перенес операцию мозга. В сезоне 2023 выступает за Rodin Carlin. Член Red Bull Junior Team.

## Статистика выступлений

### Общая статистика
| Сезон | Серия                        | Команда               | Гонки | Победы | Полуы | Б/Круги | Подиумы | Очки | Место |
| ----- | ---------------------------- | --------------------- | ----- | ------ | ----- | ------- | ------- | ---- | ----- |
| 2019  | Европейская Формула-Regional | Prema Powerteam       | 24    | 2      | 2     | 5       | 12      | 336  | 2     |
| 2020  | Формула-3                    | HWA Team              | 18    | 0      | 0     | 0       | 0       | 27   | 15    |
| 2021  | Формула-3                    | Charouz Racing System | 12    | 0      | 0     | 0       | 1       | 25   | 17    |
| 2021  | Формула-2                    | Charouz Racing System | 8     | 0      | 0     | 0       | 0       | 2    | 20    |
| 2022  | Формула-2                    | Charouz Racing System | 28    | 0      | 0     | 0       | 6       | 126  | 8     |
| 2023  | Формула-2                    | Rodin Carlin          | 2     | 0      | 0     | 0       | 1       | 3    | 12*   |

* Сезон продолжается.

### Формула-2
| Сезон | Команда      | 1         | 2         | 3       | 4       | 5       | 6       | 7       | 8       | 9       | 10      | 11      | 12      | 13      | 14      | 15      | 16      | 17      | 18      | 19      | 20      | 21      | 22      | 23      | 24      | 25      | 26      | 27      | 28      | Место | Очки |
| ----- | ------------ | --------- | --------- | ------- | ------- | ------- | ------- | ------- | ------- | ------- | ------- | ------- | ------- | ------- | ------- | ------- | ------- | ------- | ------- | ------- | ------- | ------- | ------- | ------- | ------- | ------- | ------- | ------- | ------- | ----- | ---- |
| 2023  | Rodin Carlin | БАХ СПР 8 | БАХ ГОН 9 | ДЖИ СПР | ДЖИ ГОН | АЛБ СПР | АЛБ ГОН | БАК СПР | БАК ГОН | ИМО СПР | ИМО ГОН | МОН СПР | МОН ГОН | БАР СПР | БАР ГОН | РБР СПР | РБР ГОН | СИЛ СПР | СИЛ ГОН | ХУН СПР | ХУН ГОН | СПА СПР | СПА ГОН | ЗАН СПР | ЗАН ГОН | МНЦ СПР | МНЦ ГОН | ЯСМ СПР | ЯСМ ГОН | 12    | 3*   |

* Сезон продолжается.